# 基叶人字果
基叶人字果（学名：Dichocarpum basilare）为毛茛科人字果属下的一个种。

## 扩展阅读
- 維基物種上的相關：基叶人字果